# ناوند
ناوند هي قرية في مقاطعة كوثر، إيران. عدد سكان هذه القرية هو 109 في سنة 2006.